# Тумайкіна Ольга Василівна
Ольга Василівна Тумайкіна (нар.. 3 квітня 1972, Красноярськ, РРФСР, СРСР) — російська актриса театру і кіно. Заслужена артистка Російської Федерації (2007). Народна артистка Російської Федерації (29.03.2021).

## Життєпис
Ольга Тумайкіна народилася 3 квітня 1972 року в Красноярську. У 1987—1991 роки навчалася в Московському театральному художньо-технічному училищі. Закінчила також Театральне училище імені Б. В. Щукіна в 1995 році (курс Казанської А. А.)
В тому ж році була прийнята до складу трупи театру імені Євг. Вахтангова. У кіно Ольга почала зніматися з 1998 року. У 2007 році була удостоєна почесного звання Заслуженої артистки Російської Федерації.
З ранніх років Ольга Тумайкіна багато читала і була дуже допитливою дитиною. У школі її улюбленими предметами були література і російська мова. У старших класах дівчинці навіть довіряли вести ці предмети. Також Ользі подобалися історія та англійська мова (тобто була, по суті, гуманітарієм).
Ще однією пристрастю Ольги Тумайкіної була сцена. Дівчинка серйозно цікавилася історією театру (особливо її приваблював МХАТ імені Чехова) і мріяла стати актрисою, тому після закінчення школи вона відправилася в столицю штурмувати театральні виші.
В родині вибору дочки дещо здивувалися, адже по жіночій лінії всі були пов'язані з торгівлею. Мама багато років віддала цій сфері, очолюючи різні магазини. Молодший зведений брат Василь закінчив інститут і став економістом. Словом, до акторської професії ніхто ніякого відношення не мав, однак відмовляти Ольгу не стали.
Зі Школою-студією МХАТ у Ольги Тумайкіної не склалося вже на першому турі. Коли дівчина увійшла на прослуховування, приймальна комісія (у складі якої був Олег Табаков) була вже неабияк стомлена. У Ольги запитали, що вона підготувала. «Чехов, Цвєтаєва, Гарсіа Лорка, Достоєвський», — відповіла вона. «Ну, прочитайте-но нам Чехова», — сказали вони і вальяжно відкинулись. І тут дівчина, вирішивши похуліганити, почала читати цвєтаєвський текст. Її хід не оцінили і розпрощалися. А ось в Щукінському училищі абітурієнтку оцінили і прийняли.
Театральне училище імені Бориса Щукіна Ольга Тумайкіна закінчила в 1995 році. У тому ж році вона була прийнята до складу трупи театру імені Вахтангова. Дебют вчорашньої студентки був успішним — вона чудово виконала роль Адельми в «Принцесі Турандот» — культовій виставі вахтанговців.
Згодом Ольга Тумайкіна стала однією з провідних акторок театру, амплуа якої — характерна героїня. В її активі: Поліна Андріївна в чеховській «Чайці», аптекарка Кашкіна у виставі «Минулого літа в Чулимську» за Вампіловим, метушлива дура Проня Прокопівна в карколомній комедії «За двома зайцями», розбійниця в «Алі-Баба і сорок розбійників», Мадемуазель Жорж у виставі «Фредерік, або Бульвар злочинів», Кларіче у казці «Король-олень» та інші ролі. Акторка блискуче виконувала роль п'яної полковниці Софії Петрівни Фарпухіної у виставі «Дядечків сон» за Федором Достоєвським.
Ольга Тумайкіна згадує: «Коли я ввелась у „Дядечків сон“, люди, які мене не знали, навіть заходили до мене в гримерку перевірити, не п'яна я насправді. Виявлялося — не п'яна! (Сміється. Просто, щоб переконливіше зіграти п'яного, треба робити вигляд, що ти абсолютно тверезий». Крім роботи в Театрі імені Вахтангова Ольга Тумайкіна також грала і в інших театрах.
Популярність до Ольги Тумайкіної прийшла з виходом у 2006 році на телеекрани скетч-шоу «Жіноча ліга». Програма була зроблена за англійським аналогом «Smack the Pony», але з урахуванням особливостей російського гумору та місцевих реалій. У першому сезоні разом з Ольгою Тумайкіною в проекті брали участь: Євгенія Крегжде, Ганна Антонова та Ганна Ардова. З другого сезону Євгенію Крегжде замінила Ольга Мединич.
У фільмі «Отрути, або Всесвітня історія отруєнь» є сцени, в яких Ольга Тумайкіна знялася оголеною.

## Родина
- Незареєстрований шлюб з однокурсником Андрієм Бондарем.
  - Дочка Поліна (нар. 1996)[2].
- Дочка Маруся (нар. 2008)[3].

В даний час є коханий чоловік.

## Фільмографія
- 1998 — Самозванці
- 2000 — Імперія під ударом
- 2000 — Новий рік в листопаді
- 2001 — Отрути, або Всесвітня історія отруєнь — Зоя Філімонова
- 2003 — Москва. Центральний округ — матінка Зінаїда
- 2003 — Острів без любові — дружина Корюшкина
- 2004 — Чудеса в Решетові — Зіна Бєлкіна
- 2006 — Дівчинки — Ліза
- 2006 — Котячий вальс — перша секретарка
- 2007 — Агентство «Алібі» — клієнтка агентства
- 2007 — Закон і порядок: Злочинний намір — Ніна Усольцева
- 2007 — Зникла імперія — мати Сергія
- 2008 — Дуже російський детектив — Малда
- 2009 — Крем — Ганна Наливайко
- 2009 — Журов — Ніночка, секретарка Люсьєни Єршової
- 2010 — Південний календар — Віра Миколаївна Мармеладова
- 2010 — Одного разу в міліції — капітан (потім майор) Есмеральда Ватник
- 2010 — Ялинки — подруга Юлі, дружина Петра
- 2011 — Новорічні свати — Маша, диспетчерка Кучугурського автовокзалу
- 2011 — Поцілунок крізь стіну — Ядвіга Жульєвна
- 2011 — Викрутаси — директорка школи Алла Андріївна Далинська
- 2011 — 2013 — Світлофор — Тамара Іванівна, психотерапевт
- 2011 — Трохи не в собі — Галина
- 2011 — Карамель — Надія Петрівна, мама Ганни
- 2012 — Мами — Людмила (новела «Мама, поклади гроші»)
- 2012 — Сусіди — Джина Шенклі
- 2012 — Любов в СРСР — мати Сергія
- 2012 — Полуничний рай — Раїса Степанівна
- 2012 — Яблучний спас — Раїса Степанівна
- 2012 — Справжнє кохання — мистецтвознавець
- 2013 — Про що мовчать дівчата — Маргарита Копилова, дружина консула
- 2013 — Одноклассники.ги: НаCLICKай удачу — мама Льоші
- 2014 — Вчителі — Ірина Вікторівна
- 2014 — Самотній за контрактом — Маргарита Іванівна, мама Лілі
- 2014 — Боцман Чайка — Віра Павлівна
- 2014 — Пограбування по-жіночому — Ніна
- 2014 — Біловоди. Таємниця загубленої країни — буфетниця
- 2014 — Чемпіони — Синіцина, мама Ані
- 2014 — 2015 — Тато на виріст — Людмила Миколаївна Кузнєцова, мама Слави і Бориса, бабуся Ані. Працює ріелтором.
- 2015 — Людмила Гурченко — Кіра Георгіївна Андронікашвілі, свекруха Люсі, мати Бориса, її другого чоловіка
- 2015 — Між нот, або Тантрична симфонія — Марина, дружина Лукінова
- 2015 — У сузір'ї Стрільця — Катерина Фурцева
- 2015 — Мафія: Гра на виживання — Лариса
- 2015 — Ставка на любов — Ельвіра Сергіївна Скворцова, мама Ані
- 2015 — 30 побачень — Катерина Кутна, психолог
- 2016 — Криза ніжного віку — Валентина Павлівна, мама Льоші
- 2016 — Нянька — Марфа Мещерякова
- 2017 — Балерина — Галина
- 2017 — Не разом — Яна Сорокіна
- 2017 — Діти напрокат — Альона, клієнтка Уляни
- 2018 — Динозавр — Віра Дмитрівна
- 2018 — Метелик — художниця
- 2018 — Старий вояка (у виробництві)
- 2019 — Весілля і розлучення — Інна (у виробництві)

## Телебачення
- 2006 — 2010 — Жіноча ліга
- 2011 — Нереальна історія — Іванова; мати Олени Кукушкіної
- 2011 — Мосгорсмех

## Роботи в театрі

### Театр імені Є. Вахтангова
- «45 відтінків різного» — творчий вечір
- «Уявний хворий» — Туанетта
- «Бенефіс» — Таня
- «Гроза» — Кабанова
- «Ігри самотніх» — Фей
- «Потерпілий Гольдінер» — Джейн
- «Люди як люди» — Целованьєва
- «Пікова дама»
- «Алі-Баба і сорок розбійників»
- «Дядечків сон»
- «Правдива легенда одного кварталу»
- «Король-олень»
- «Дрібний біс»
- «Ніч ігуани»
- «Лівша»
- «Дама без камелій»
- «За двома зайцями»
- «Чулимськ, минулого літа»
- «Чайка»
- «Фредерік або Бульвар злочинів»
- «Принцеса Турандот»

### Роботи в інших театрах
- «Зубаста няня»
- «Мордасовські пристрасті»
- «Жарт»
- «Весілля»
- «Федра. Золотий Колос»
- «Щасливчик Смітт»
- «Змова по-англійськи»